# Yūsefābād Dambākh
Yūsefābād Dambākh (persiska: یویف آباد دم باغ, یوسف آباد دمباخ) är en ort i Iran.   Den ligger i provinsen Lorestan, i den västra delen av landet, 400 km sydväst om huvudstaden Teheran. Yūsefābād Dambākh ligger 1 659 meter över havet och antalet invånare är 703.
Terrängen runt Yūsefābād Dambākh är kuperad, och sluttar söderut. Runt Yūsefābād Dambākh är det ganska tätbefolkat, med 58 invånare per kvadratkilometer. Närmaste större samhälle är Nūrābād, 18,6 km norr om Yūsefābād Dambākh. Omgivningarna runt Yūsefābād Dambākh är i huvudsak ett öppet busklandskap.